# Rytidosperma fortunae-hibernae
Rytidosperma fortunae-hibernae là một loài thực vật có hoa trong họ Hòa thảo. Loài này được (Renvoize) Connor & Edgar miêu tả khoa học đầu tiên năm 1979.